# Stow-on-the-Wold
Stow-on-the-Wold este un oraș în comitatul Gloucestershire, regiunea South West, Anglia. Orașul se află în districtul Cotswold.